# Mate Moris
Mate Moris (Tetum für „diejenigen, die ums Überleben kämpfen“) ist eine Aldeia in der osttimoresischen Landeshauptstadt Dili. Die Aldeia liegt im Nordwesten des Sucos Vila Verde (Verwaltungsamt Vera Cruz). Nördlich von Mate Moris liegen die Aldeias Mate Restu und 1 de Setembro, östlich der Rua de Ai-Bubur Laran die Sucos Mascarenhas und Lahane Ocidental und südlich die Aldeia Terus Nain. Im Westen grenzt Mate Moris mit dem Flussbett des Maloa an den Suco Bairro Pite.
In Mate Moris leben 802 Menschen (2015).